# Barfly
Barfly (Alternativtitel: Szenen eines wüsten Lebens) ist ein US-amerikanisches Filmdrama von Barbet Schroeder aus dem Jahr 1987. Das Drehbuch zu dem Film schrieb der in den Vereinigten Staaten zum Kultautor gewordene Schriftsteller Charles Bukowski, seinem Schreibstil entsprechend mit vielen autobiographischen Anleihen. Die Rolle seines Alter Ego Henry Chinaski übernahm Mickey Rourke.

## Handlung
Der in Los Angeles lebende alkoholsüchtige Henry Chinaski verbringt seine Tage damit, trinkend und manchmal auch Kurzgeschichten oder Gedichte schreibend, klassischer Musik aus dem Radio zu lauschen. Abends sucht er Bars auf, wo er sich betrinkt und meist eine Prügelei anfängt. Regelmäßig gerät er mit dem Barkeeper Eddie aneinander, der sich nach seiner Auffassung zu sehr in den Vordergrund drängt.
Nachdem er aus einer Prügelei mit Eddie ausnahmsweise als Sieger hervorgegangen ist, bekommt er von seinem Kumpel Jim, der auf ihn gewettet hat, etwas Geld zugesteckt. Damit geht er dann in eine andere Bar, in der er der ebenfalls alkoholkranken Wanda begegnet, der er von seinem letzten Geld einen Drink spendiert. Dafür bedankt sie sich, indem sie ihn mitnimmt und für beide noch an einer Tankstelle auf Kosten ihres Gönners Wilbur Alkohol und Zigarren für die Nacht besorgt. Sie ziehen schließlich zusammen und Henry streckt von seiner Einkommensteuerrückzahlung die Miete für einen Monat vor.
Während sich Henry auf Arbeitssuche begibt, vergnügt sich Wanda ausgerechnet mit Eddie und einer Flasche Bourbon. Als sie in die Wohnung zurückkehrt, streiten sie sich und Wanda geht wieder, nachdem sie Henry mit ihrer Handtasche eine Platzwunde am Kopf zugefügt hat. Von einem Privatdetektiv herbeigerufene Sanitäter rücken wieder ab, als sie außer dem blutverschmierten Henry niemanden antreffen.
Der Privatdetektiv hat für die Zeitschriftenverlegerin Tully Sorenson, die eine von Henrys Kurzgeschichten veröffentlichen will, den Dichter aufgesucht. Sie zahlt ihm 500 Dollar für die Publikation. Als er sie in ihr Haus begleitet, landet er nach reichlich Whisky mit ihr im Bett. Er hält es jedoch nicht lange in ihrem goldenen Käfig aus und kehrt zu Wanda zurück.
Nun ist es Wanda, die eifersüchtig ist und vorgibt, im Sterben zu liegen, worauf Henry einen Krankenwagen ruft. Wieder gehen die Sanitäter unverrichteter Dinge, als sie feststellen, dass Wanda nur betrunken ist.
Tully sieht in Henry etwas Besonderes und sucht ihn bald darauf noch einmal in seiner Stammbar auf, wo Henry seinen Freunden ein paar Runden ausgibt. Wanda wird handgreiflich und es kommt zu einem Handgemenge mit Tully, bei dem Wanda die Oberhand behält. Am Ende fordert Eddie für die letzte verlorene Prügelei Revanche und geht mit Henry, von sämtlichen Gästen begleitet, in den Hof hinaus.

## Kritiken
Desson Howe schrieb am 20. November 1987 in der Washington Post, nur eine Sache würde ihm an Barfly Kopfzerbrechen bereiten – es könnte zu viel Spaß machen, ihn sich anzusehen („There’s only one worry about ‚Barfly‘ – it might be too much fun.“). Als Henry Chinaski sei Rourke weniger ein Verlierer, sondern vielmehr eine neue Ausgabe von Chaplins Landstreicher („As Henry Chinaski, he’s not so much a loser as an update of Chaplin’s Tramp […]“), und Mickey Rourke, der damit seine beste Rolle gefunden hat („[…] Rourke certainly has found his best role […]“) würde diesem ein angeberisches Pathos einflößen („[…] infuses the character with swaggering pathos“). Selbst falls Faye Dunaway in diesem Film nicht ihre beste Rolle spiele, so sei es doch ihre mutigste („If this isn’t her best role, it’s Dunaway’s gutsiest“).
Uli Hübsch schrieb in der tz: „Eine nicht gerade überwältigende Story, aber die grandiose Leistung von Dunaway/Rourke und die dichte Inszenierung machen diesen Film zur Beschwörung von berauschten Nächten.“

## Auszeichnungen
Der Film lief im Wettbewerb um die Goldene Palme bei den Filmfestspielen von Cannes. Faye Dunaway wurde für einen Golden Globe, Mickey Rourke und Kameramann Robby Müller für den Independent Spirit Award nominiert.

## Hintergrund
Bukowski schrieb das Drehbuch in Zusammenarbeit mit Barbet Schroeder bereits Anfang der 1980er Jahre. Die Realisierung zog sich dann einige Jahre hin, da Schroeder zunächst keine Geldgeber finden konnte.
Laut Bukowski hatten auch Sean Penn und Madonna großes Interesse an den beiden Hauptrollen. Die beiden waren in den 1980ern verheiratet und besuchten Bukowski mehrfach in seinem Haus in San Pedro. Zu der Zusammenarbeit kam es aber nicht, da sie Dennis Hopper als Regisseur haben wollten. Bukowski fühlte sich jedoch gegenüber Barbet Schroeder in der Pflicht.
In einer Szene des Films schwenkt die Kamera über Faye Dunaways Beine. Sie selbst bestand auf dieser Einstellung, die von einigen Fans als unpassend zum wenig glamourösen Rest des Films angesehen wird.
Bukowski selbst ist in dem Film als Statist zu sehen und spielt einen Trinker (also sich selbst), der an einem Tresen in einer Bar sitzt und Mickey Rourke nachschaut, der hinter ihm vorbeigeht.
In dem zwei Jahre später erschienenen Buch Hollywood erzählt Bukowski von seinen Erfahrungen mit der Filmindustrie und davon, wie er sich selbst als jungen Mann auf der Leinwand wiedersieht. Das Buch schildert auf einer verfremdeten Ebene die Produktion von Barfly aus seiner Sicht.
Zwei Mitarbeiter des Teams um Kameramann Robby Müller entwickelten zur Beleuchtung einer in einem engen Raum stattfindenden Szene das Kino Flo, eine besonders platzsparende und leichte Beleuchtungsmöglichkeit.
Die amerikanische Punk-Rock-Band NOFX schrieb den Song Green Corn, der auf dem Filmdrama Barfly basiert und sich auf dem 1991 erschienenen Album Ribbed als erstes Stück befindet.